# スカーレットとブラウン
「スカーレットとブラウン」（スカーレット＆ブラウン/Scarlett and Browne）シリーズは、イギリスの小説家ジョナサン・ストラウドによるファンタジー小説。荒廃した未来のイギリスを舞台に、無法者の少女スカーレット・マッケインと、ある理由で何者かに追われている少年アルバート・ブラウンの二人を軸に物語が展開する。
原作は３巻完結。日本語版は静山社から２巻まで出版されており、翻訳は金原瑞人、松山美保。電子書籍も出版されている。
2022年にはAmazonスタジオでの映像化の計画が発表された。

## 作品リスト
第1巻『スカーレットとブラウン　あぶないダークヒーロー』
- The Outlaws Scarlett and Browne（Walker Books、2021年4月1日）ISBN 1406394815
- 日本語版（静山社、2021年11月22日、装画：しまざきジョゼ、装丁：田中久子）ISBN 4863896387

第2巻『ノトーリアス　スカーレット＆ブラウン2』
- The Notorious Scarlett and Browne（Walker Books、2022年7月7日）ISBN 1406394823
- 日本語版（静山社、2024年2月20日、装画：遠田志帆、装丁：城所潤）ISBN 4863897677

第３巻『The Legendary Scarlett and Browne』
- The Legendary Scarlett and Browne（Walker Books、2025年1月16日）ISBN 1529514371

## 映像化
2022年2月18日、第一作に映像化の計画があることが明らかにされた。  配給はAmazonスタジオ、監督はジェームズ・ボビン、脚本にJoe Tracz、制作会社はTemple Hill Entertainment、製作総指揮と主演はフィービー・ディネヴァーである。